# Stará měnírna na Malé Straně
Stará měnírna na Malé Straně v Praze je zaniklá hrázděná transformační stanice, která stála ve dvoře bývalé zbrojnice v ulici U Lužického semináře. Byla chráněna jako nemovitá kulturní památka České republiky.

## Historie
Ve dvoře původní zbrojnice postavené v roce 1615 byla 23. ledna 1900 zprovozněna tramvajová měnírna. Používala dva takzvané rotační transformátory, do kterých vedly z holešovické elektrárny dva podzemní 3kV kabely; ze stanice pak byly vyvedeny tři dráhové napáječe. Během let se její původní vybavení několikrát změnilo. V roce 1932 byla zrušena a v 90. letech 20. století zbořena.